# Glénac
Glénac är en kommun i departementet Morbihan i regionen Bretagne i nordvästra Frankrike. Kommunen ligger i kantonen La Gacilly som tillhör arrondissementet Vannes. År 2018 hade Glénac 894 invånare.

## Befolkningsutveckling
Antalet invånare i kommunen Glénac
| Referens: INSEE |